# Белая дубрава (заказник)
«Бе́лая дубра́ва» (укр. «Біла діброва») — лесной заказник местного значения, расположенный на территории Деснянского района Киевского горсовета (Украина). Создан 10 апреля 1978 года. Площадь — 3 га. Землепользователь — Дарницкое лесопарковое хозяйство.

## История
Заказник был создан совместным решением Киевского облсовета и Киевского горсовета № 522/173 от 10 апреля 1978 года с целью сохранения ценных природных сообществ. На территории заказника запрещена любая хозяйственная деятельность, в том числе ведущая к повреждению природных комплексов.

## Описание
Заказник занимает квадраты 40 и 41 Белодубравского лесничества в составе Дарницкого лесопаркового хозяйства, что восточнее озера Алмазное и жилого массива Троещина. Территория заказника представлена двумя участками (площадями 1,4 и 1,6 га). Западнее примыкает Быковнянский лес.
Заказник оборудован информационными знаками и щитом-указателем. Пеший маршрут к нему пролегает от остановки Старый дуб (на дороге Киев—Бровары), затем пешком около 1,5—2 км по лесной дороге с Броварской трассы в направлении села Зазимье. Ближайшая станция метро   «Лесная».

## Природа
Лесные насаждения представлены дубом и сосной различного возраста. Здесь распространены ландыши.